# Pałac w Witoszycach
Pałac w Witoszycach – wybudowany w XVIII w. w Witoszycach.

## Położenie
Pałac położony jest we wsi w Polsce, w województwie dolnośląskim, w powiecie górowskim, w gminie Góra.
Pałac kryty dachem mansardowym z lukarnami.

## Historia
Obiekt jest częścią zespołu pałacowego, w skład którego wchodzą jeszcze: park, oranżeria, dom ogrodnika, folwark.